# Praecoxanthus
Praecoxanthus é um género botânico de plantas geófitas pertencente à família das orquídeas, ou Orchidaceae, endêmico do sudoeste da Austrália, entre onde ocorre até 350 metros de altitude. É o único gênero da subtribo Caladeniinae em que as folhas estão ausentes a partir do momento em que as plantas atingem tamanho suficiente para florescer. As folhas somente existem em plantas jovens e são as únicas a apresentarem veias esbranquiçadas. Só existe uma espécie deste gênero, o Praecoxanthus aphyllus. Florescem no começo do outono. O nome do gênero vem do latim, praecox, precoce, e do grego, anthus, flor, em referência à época de floração desta espécie, antes que quase todas as outras deste grupo.

## Publicação e Sinônimos
- Praecoxanthus Hopper & A.P.Br., Lindleyana 15: 124 (2000).

Espécie tipo:
- Caladenia aphylla Benth., Fl. Austral. 6: 387 (1873).

## Espécies
- Praecoxanthus aphyllus (Benth.) Hopper & A.P.Br., Lindleyana 15: 124 (2000).

Sinônimos homotípicos:
- Caladenia aphylla Benth., Fl. Austral. 6: 387 (1873).